# 夏泰亨
夏泰亨，字步通、一字叔通，号矩轩，元朝会稽（今浙江省绍兴市）人。
夏泰亨九岁能做文章。在元朝官至翰林院编修。他精于训诂，著有《诗经音考》，又有文集《矩轩文集》等。